# Închisoarea Fox River
Penitenciarul Fox River este o închisoare de maximă securitate, fictivă, din serialul de televiziune american Prison Break. Este localizată în Joliet, Illinois, reprezentarea închisorii în realitate  fiind Închisoarea Joliet.